# Via Vanoudenhoven
Via Vanoudenhoven was een televisieprogramma dat werd uitgezonden op de Vlaamse televisiezender Eén in het jaar 2002.
Rob Vanoudenhoven ging met een bekende Vlaming op reis om die zijn idool te ontmoeten. Guido Belcanto zong voor Marco Pantani, Herr Seele sprak Jean-Claude Van Damme, Vera Dua ontmoette Raoni, Wim Opbrouck speelde accordeon voor Jodie Foster en Filip Peeters ontmoette Gorbatsjov. Ook Frédérik Deburghgraeve en Freddy De Kerpel ontmoetten hun idolen.